# Ariadne assama
Ariadne assama är en fjärilsart som beskrevs av Evans 1924. Ariadne assama ingår i släktet Ariadne och familjen praktfjärilar. Inga underarter finns listade i Catalogue of Life.